# Сверчков, Дмитрий Николаевич
Дми́трий Никола́евич Сверчко́в (4 мая 1874 — после 1917) — русский офицер и общественный деятель, член IV Государственной думы от Казанской губернии.

## Биография
Православный. Из потомственных дворян Казанской губернии. Землевладелец Тетюшского уезда (1095 десятин).
По окончании Константиновского артиллерийского училища в 1895 году, откуда выпущен был подпоручиком в 1-ю гренадерскую артиллерийскую бригаду.
Прослужив три года, вышел в запас в чине поручика артиллерии и поселился в родной губернии (имение при селе Красная Поляна). В 1901—1906 годах был земским начальником 2-го участка Тетюшского уезда, а затем до избрания в Думу состоял непременным членом Казанского отделения Крестьянского поземельного банка (1907—1912). Дослужился до чина надворного советника. Избирался гласным Тетюшского уездного и Казанского губернского земских собраний (с 1904) и почетным мировым судьей по Тетюшскому уезду (с 1907).
В 1912 году был избран в члены Государственной думы от Казанской губернии съездом землевладельцев. Был казначеем фракции центра. Состоял секретарем комиссии по военным и морским делам (со 2 декабря 1916), а также членом комиссий: земельной, по судебным реформам и бюджетной. Входил в Прогрессивный блок.
В годы Первой мировой войны состоял членом Особого совещания для обсуждения и объединения мероприятий по обороне государства. В 1917 году был избран тетюшским уездным предводителем дворянства.
После Февральской революции выполнял поручения Временного комитета Государственной думы. С 29 марта 1917 года состоял членом комиссии о выделении пособий пострадавшим от революции, а с апреля того же года — членом военной комиссии. 2 мая 1917 был командирован на Петроградский склад огнестрельных припасов для «сношения с рабочими».
Судьба после 1917 года неизвестна. Был холост.